# FC Pommern Greifswald
Der Fußball-Club Pommern Greifswald e. V., kurz FC Pommern Greifswald, war ein deutscher Fußballverein aus Greifswald in Mecklenburg-Vorpommern. Im Juli 2015 fusionierte der Verein mit dem Greifswalder SV 04 zum Greifswalder FC.

## Geschichte
| Saison                        | Liga | Platz | Tore  | Punkte |
| ----------------------------- | ---- | ----- | ----- | ------ |
| 2010/11                       | VL   | 10.   | 53:47 | 39     |
| 2011/12                       | VL   | 01.   | 94:26 | 73     |
| 2012/13                       | OL   | 08.   | 32:42 | 42     |
| 2013/14                       | OL   | 09.   | 39:39 | 40     |
| 2014/15                       | OL   | 15.   | 24:53 | 21     |
| Grün: Aufstieg • Rot: Abstieg |      |       |       |        |

| Saison  | Spiele | Zuschauer | ⌀ Zuschauer |
| ------- | ------ | --------- | ----------- |
| 2012/13 | 15     | 3.881     | 259         |
| 2013/14 | 15     | 4.582     | 305         |
| 2014/15 | 15     | 1.973     | 132         |

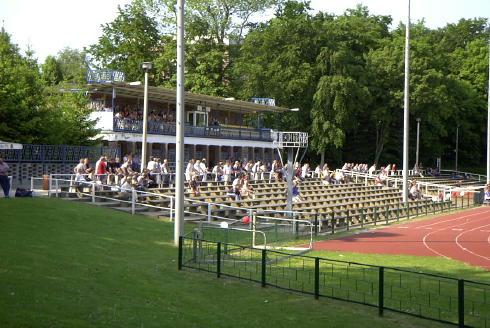
Volksstadion Greifswald (2005)

Im Mai 2010 scheiterten die Fusionsgespräche zwischen dem Greifswalder SV 04 und der HSG Uni Greifswald. Ehemalige Sponsoren beider Vereine gründeten daraufhin den FC Pommern Greifswald, der zur Saison 2010/11 den Platz der HSG Uni Greifswald in der Verbandsliga Mecklenburg-Vorpommern übernahm. Nach einem zehnten Platz in der ersten Saison sicherte sich die von Eckart Märzke trainierte Mannschaft im April 2012 vorzeitig die Meisterschaft und den Aufstieg in die Oberliga Nordost. In der Oberliga konnte sich die Mannschaft sofort im Mittelfeld etablieren und schloss die Spielzeiten 2012/13 und 2013/14 auf dem achten bzw. neunten Rang ab.
Nach einem schwachen Start in die Saison 2014/15 – aus acht Partien holte die Mannschaft nur sechs Punkte – trennte sich der Verein im Oktober 2014 von Eckart Märzke. Nachdem Interimstrainer Ulrich Seidel (zuvor Trainer der zweiten Mannschaft) nach zwei Niederlagen aufgrund seines Gesundheitszustandes nicht mehr zur Verfügung stand, verlor die Mannschaft unter Seidels Assistenten Ralf Wichhardt eine weitere Partie. Der Verein verpflichtete daraufhin Marco Weißhaupt, der zuvor unter Torsten Gütschow Co-Trainer bei der TSG Neustrelitz war. Doch auch unter Weißhaupt konnte sich das Team nicht aus dem Tabellenkeller befreien. Im Mai 2015 teilte der Verein dem NOFV mit, dass er keine Teilnahme an der Spielzeit 2015/16 vorsehe und stand damit als erster Absteiger fest. Sportlich beendete die Mannschaft das Spieljahr auf dem vorletzten Tabellenplatz.
Nachdem bereits vor der Spielzeit 2014/15 mit dem Greifswalder SV 04 Gespräche über eine Fusion der beiden Vereine geführt wurden, erfolgte der Schritt zum 1. Juli 2015. Die Mannschaft des FC Pommern Greifswald wurde aus der Oberliga zurückgezogen und der gesamte Verein wurde aufgelöst. Die Mitglieder traten dem Greifswalder SV 04 bei, der im Zuge dessen in Greifswalder FC umbenannt wurde. Trotz Startberechtigung in der Oberliga Nordost entschied sich der Verein dazu, den Platz des Greifswalder SV 04 in der Verbandsliga zu übernehmen.

## Struktur und Organisation
Der FC Pommern Greifswald verfügte über zwei Herrenmannschaften, eine Frauenmannschaft sowie zahlreiche Jugendmannschaften. Der Verein zählte im Juli 2013 etwa 350 Mitglieder und hatte seinen Vereinssitz in der Geschäftsstelle im Karl-Liebknecht-Ring 2, direkt am Volksstadion Greifswald.

### Stadion und Zuschauer
Der FC Pommern Greifswald trug seine Heimspiele im Greifswalder Volksstadion aus, dass auch vom Stadtrivalen Greifswalder SV 04 genutzt wurde und offiziell eine Kapazität von 8.000 Plätzen besitzt. Bei Heimspielen stand den Zuschauern dank wechselnder Spieltagssponsoren das Stadionmagazin Greifswalder Fussballreport kostenlos zur Verfügung.
Nach dem Aufstieg in die Oberliga Nordost gehörte der FC Pommern Greifswald während der Spielzeiten 2012/13 sowie 2013/14 mit durchschnittlich 259 bzw. 305 Besuchern pro Heimspiel zum oberen Mittelfeld beim Zuschauerschnitt. In der Saison 2014/15 konnte der Verein aufgrund der sportlichen Misserfolge sowie der bevorstehenden Auflösung mit 132 Besuchern je Partie immer weniger Publikum anziehen.

## Statistik

### Erfolge
- Meister der Verbandsliga Mecklenburg-Vorpommern: 2011/12

### Pokalergebnisse
Die  Tabelle stellt das jährliche Abschneiden der ersten Mannschaft im Landespokal dar.
| Saison  | erreichte Runde | letzter Gegner          | Ergebnis  |
| ------- | --------------- | ----------------------- | --------- |
| 2010/11 | Achtelfinale    | Schweriner SC           | 1:3       |
| 2011/12 | 1. Runde        | 1. FC Binz              | 5:6 i. E. |
| 2012/13 | Achtelfinale    | FC Anker Wismar         | 0:1       |
| 2013/14 | Viertelfinale   | 1. FC Neubrandenburg 04 | 0:4       |
| 2014/15 | Achtelfinale    | FC Mecklenburg Schwerin | 0:2       |

### Trainerhistorie
Die Tabelle listet alle Trainer der ersten Mannschaft auf.
| Amtszeit              | Name            |
| --------------------- | --------------- |
| 01.07.2010–30.09.2010 | Eckard Ehrke    |
| 01.10.2010–14.10.2014 | Eckart Märzke   |
| 15.10.2014–31.10.2015 | Ulrich Seidel   |
| 01.11.2014–06.11.2014 | Ralf Wichhardt  |
| 07.11.2014–30.06.2015 | Marco Weißhaupt |